# Tom à la ferme
Tom à la ferme è un film thriller del 2013 diretto ed interpretato da Xavier Dolan, tratto dall'omonima opera teatrale di Michel Marc Bouchard, anche cosceneggiatore del film.

## Trama
Montréal. Il giovane copywriter Tom si reca in campagna per partecipare al funerale del suo grande amore Guillaume, morto a soli 25 anni: qui rimane scioccato nello scoprire che nessuno della famiglia sa di lui e dell'omosessualità di Guillaume, tranne Francis, fratello di quest'ultimo, che, in un bagno pubblico, lontano da occhi indiscreti, gli impone violentemente il silenzio, ma suscitando in Tom una strana attrazione. Nei giorni successivi, nonostante non abbia nulla a che fare con l'ambiente del defunto fidanzato, Tom resta nella fattoria e aiuta Francis nella mungitura e nel parto delle vacche. Anche se i rapporti con Francis migliorano, lui rimane violento nei suoi confronti. Un giorno,Tom e Francis vengono sorpresi mentre ballano nella stalla da Agathe, la madre di Francis, venuta chiamarli per mangiare un dolce fatto da lei. Francis, imbarazzato, incolpa Tom dell'accaduto e lo aggredisce di nuovo. A quel punto, Tom, che nel frattempo ha scoperto che Francis fa uso di cocaina, decide di chiamare la sua collega Sarah, spacciata da Francis come la ragazza del suo defunto fratello per nascondere alla madre l'omosessualità di Guillaume. Subito dopo il suo arrivo, Sarah comprende il carattere violento e aggressivo di Francis e cerca inutilmente di persuadere Tom ad andarsene via con lei, ma poi si lascia convincere a continuare la messinscena voluta da Francis per non dare un dispiacere ad Agathe. Tuttavia, dopo l'ennesima reazione violenta di Francis, Sarah decide di lasciare definitivamente la fattoria, facendosi accompagnare da Francis e da Tom in auto alla stazione delle corriere. Giunti nel parcheggio di un bar, Francis inizia a corteggiare Sarah che, ubriaca,  mostra di gradire le sue attenzioni. Tom, indispettito dal comportamento di Francis, entra nel bar dove inizia a chiacchierare col barista. Quest'ultimo gli dice che Francis è stato bandito dal locale in seguito ad un episodio che scosse il paese alcuni anni prima: una sera, Francis era nel locale con suo fratello Guillaume che iniziò a ballare con uno sconosciuto loro coetaneo. A fine ballo, il ragazzo espresse un giudizio negativo su Guillaume a Francis che gli squarciò il volto a mani nude, dopodiché dello sconosciuto non si seppe più nulla. Sconvolto da quella rivelazione, Tom ritorna alla fattoria e, non trovando nessuno, decide di fuggire a piedi, senza i bagagli. Raggiunto in auto da Francis, Tom si nasconde in un bosco lì vicino e mentre l'altro, infuriato, lo cerca, lui riesce a raggiungere l'auto, con la quale fugge. Più tardi, si ferma ad una stazione di servizio dove nota un uomo con il viso attraversato da una lunga cicatrice e capisce che è lui lo sconosciuto di cui il barista gli aveva parlato. Il finale del film vede Tom che, arrivato a Montreal in serata, percorre in auto le strade illuminate della città.  
Le riprese del film si sono svolte nell'ottobre del 2012 nel Québec. 

## Distribuzione
Il film è stato presentato in anteprima mondiale il 2 settembre 2013, in concorso alla 70ª Mostra internazionale d'arte cinematografica di Venezia, dove Dolan ha vinto il Premio FIPRESCI
In Italia il film è uscito nelle sale il 6 luglio 2016, distribuito da Movies Inspired.

## Accoglienza

### Incassi
In Italia il film ha incassato circa 42,3 mila euro.

### Critica
Nonostante al momento dell'uscita del film Dolan negli Stati Uniti non era ancora molto conosciuto, il film è stato generalmente molto apprezzato anche dalla critica statunitense.
Sul sito web Rotten Tomatoes il film riceve il 77% delle recensioni professionali positive, con un voto medio di 7,5/10, basato su 75 critiche.
Come una delle poche recensioni negative, per l'Hollywood Reporter, David Rooney, non apprezzando affatto il film, ha definito Dolan "ossessionato dalla sua stessa immagine", scrivendo che è difficile prendere sul serio il film, poiché esso presenta "per la maggior parte dei casi primi piani del regista, come Anne Hathaway in Les Miserables". Dolan ha poi risposto a Rooney su Twitter con testuali parole: "Puoi baciare il mio culo narcisista".
Il Guardian ha definito il film "intrigante, così come l'Irish Times, assegnato uno straordinario voto pieno di 5 stelle su 5, lo ha chiamato "lavoro geniale".
Invece, riguardo alla critica canadese, La Presse ha lodato la fotografia di André Turpin e il modo in cui la colonna sonora di Gabriel Yared "ha saputo completare la storia". Al contrario il periodico The Globe and Mail ha criticato il film, non riuscendo a comprendere la scelta di Dolan di riutilizzare più voltele stesse immagini.
Infine, Variety ha ben accolto il film, descrivendolo come "il lavoro più completo di Dolan fino ad oggi" ed elogiando anche la fotografia di Turpin e la colonna sonora di Yared.

## Riconoscimenti
- 2013 - Mostra del Cinema di Venezia
  - Premio FIPRESCI a Xavier Dolan[2]
- 2014 - Vancouver Film Critics Circle[12]
  - Miglior attrice non protagonista in un film canadese a Lise Roy